# Osrednje živčevje
Osrednje (centralno) živčevje oziroma osrednji živčni sistem je pri vretenčarjih največji del živčevja, ki ga sestavljajo možgani in hrbtenjača. Odgovoren je za različne naloge:
- integracija vseh čutnih dražljajev, ki prihajajo po aferentnih živčnih poteh iz periferije,
- koordinacija motorike celotnega organizma,
- uravnavanje delovanja organizma kot celote.

## Celice osrednjega živčevja
Tkivo, ki gradi živčevje, torej živčnina, sestoji iz dveh osnovnih tipov celic: živčne celice in celice nevroglije.

## Zgradba
Osrednje živčevje sestoji iz možganov in hrbtenjače. Iz njega izhajajo motorični in senzorični ter vegetativni živci obkrajnega (perifernega) živčevja. 
Živčnino osrednjega živčevja delimo na sivo in belo možganovino, glede na njun videz. Siva možganovina tvori zunanjo plast možganov in notranjo plast hrbtenjače ter sestoji zlasti iz teles živčnih celic. Bela možganovina sestavlja sredico možganov in zunanji sloj hrbtenjače ter sestoji predvsem iz aksonov živčnih celic. V beli možganovini se nahajajo tudi skupki som možganskih celic, ki jih imenujemo jedra. Sivo in belo možganovino lahko pri prečno prerezanem preparatu osrednjega živčevja prepoznamo že s prostim očesom, vidimo pa lahko tudi večja jedra.